# Landkreis Landsberg am Lech

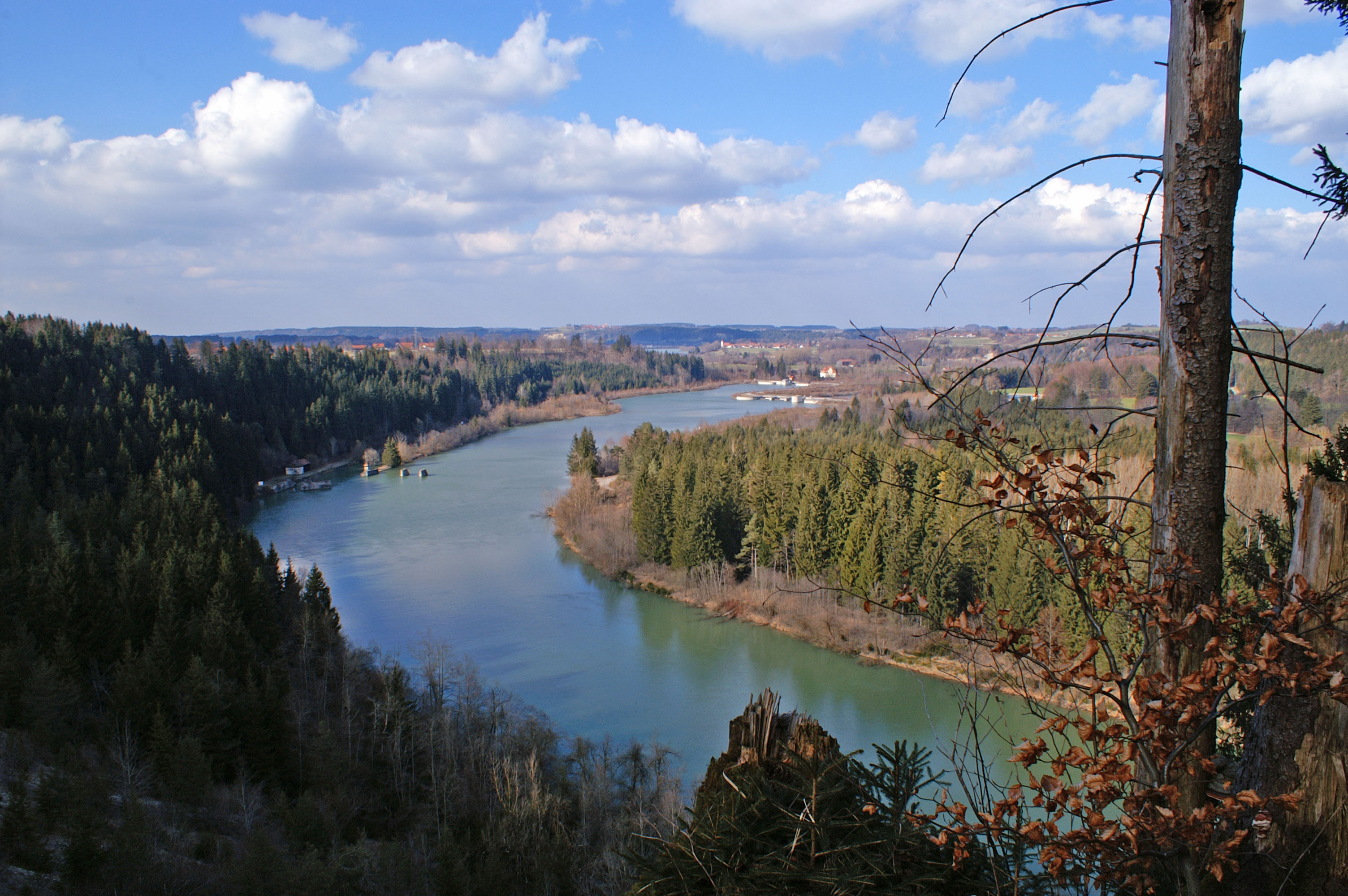
Der Lech bei Kinsau

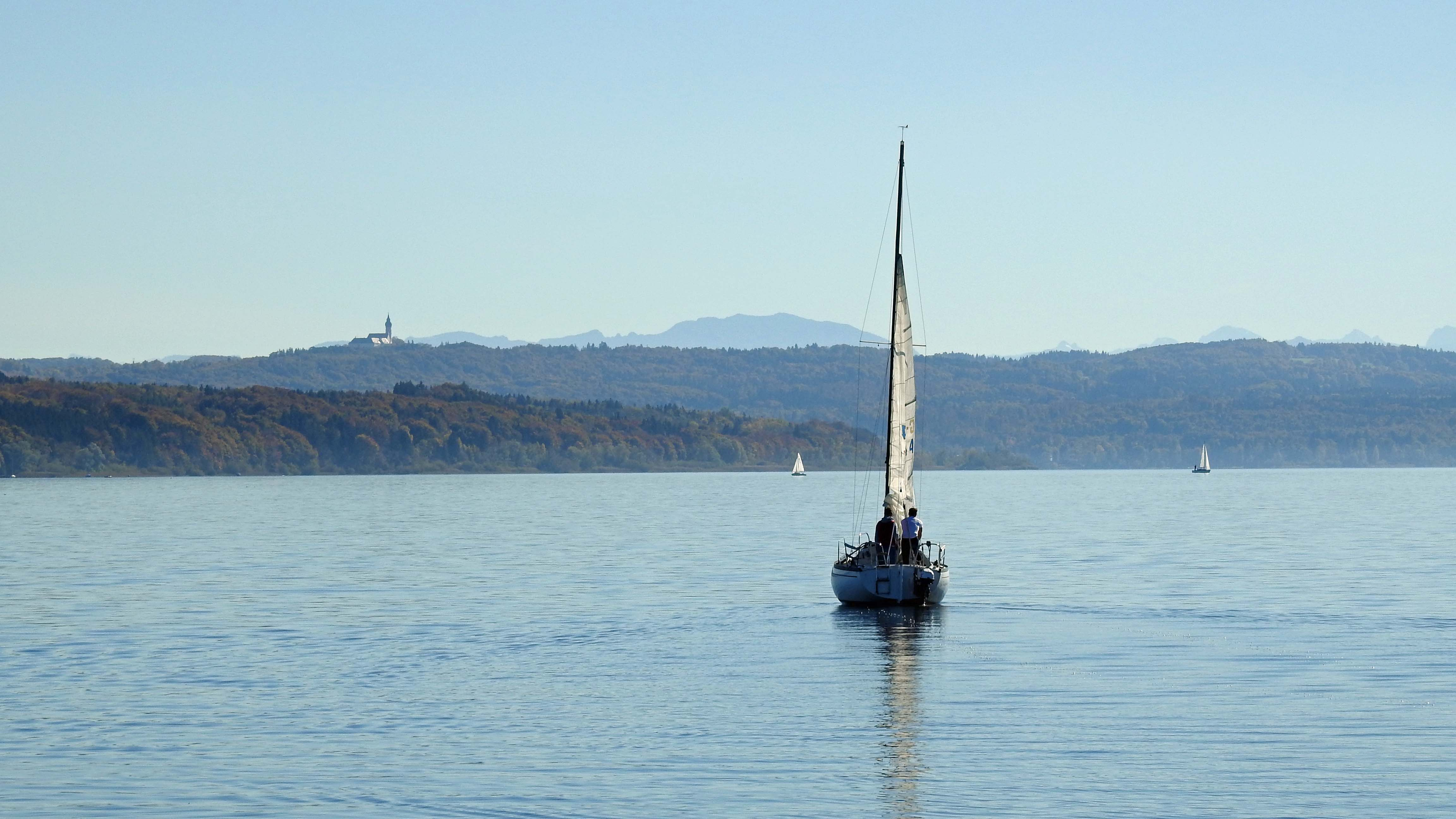
Ammersee in Schondorf

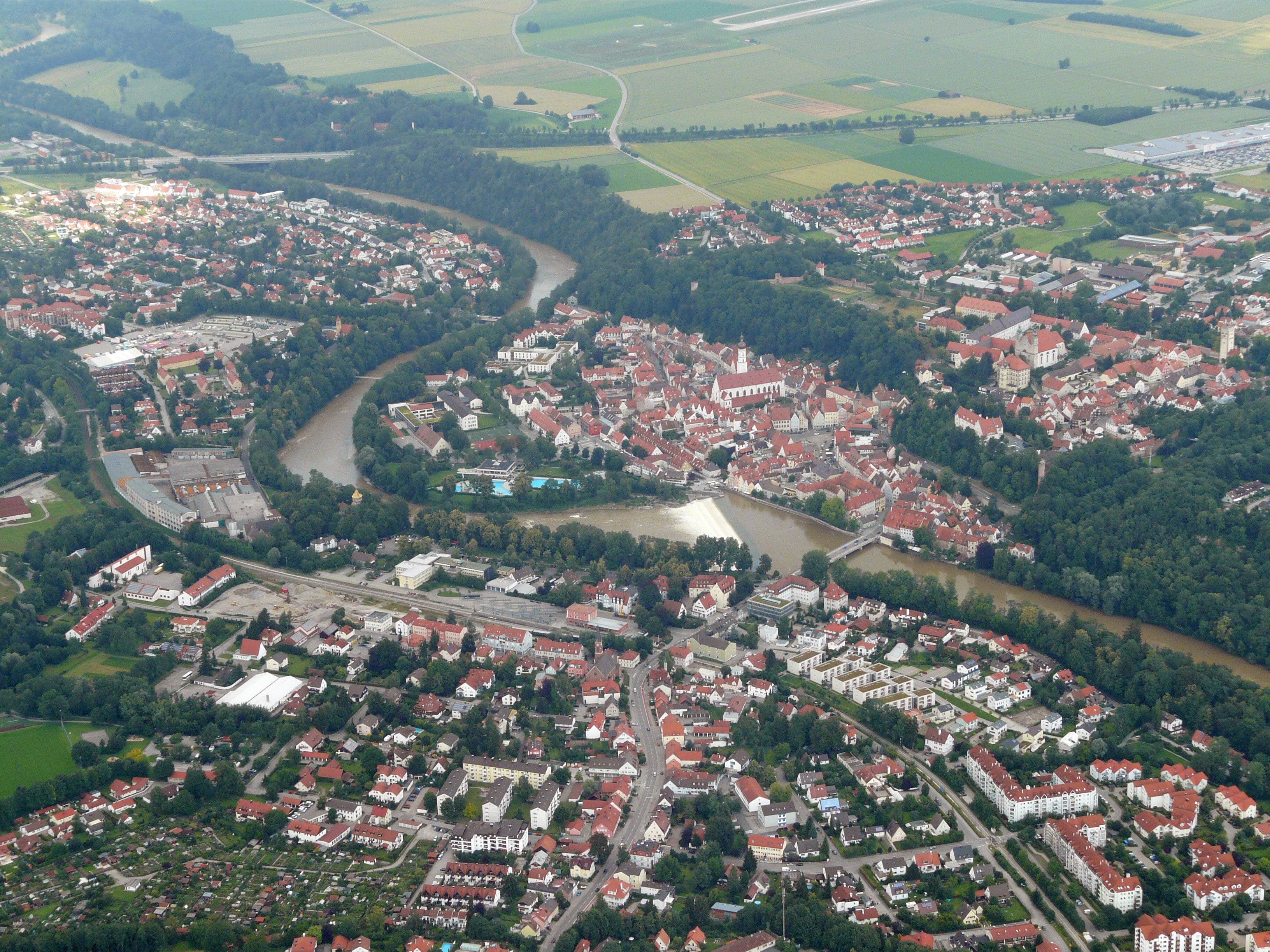
Landsberg am Lech von Südwesten

Der Landkreis Landsberg am Lech liegt im Westen des bayerischen Regierungsbezirkes Oberbayern.

## Geographie

### Lage
Der Landkreis liegt im Westen von Oberbayern und grenzt dort an den Regierungsbezirk Schwaben. Er umfasst 31 Gemeinden mit einer Gesamtfläche von 804 km². Bestimmendes Bild des Kreises sind der Lech mit seinen zahlreichen Staustufen, der Ammersee, die im Alpenvorland liegenden Landgemeinden und die an der Kreuzung der Bundesautobahn 96 (München-Lindau) mit der Bundesstraße 17 (Augsburg-Füssen-Österreich) gelegene Große Kreisstadt Landsberg am Lech. Der niedrigste Punkt liegt mit 521 Metern bei Unterbergen, der höchste mit 853 Metern im Sachsenrieder Forst bei Dietlried.
Der Landkreis hat Anteil an den Naturräumen Lechfeld, Ammersee und Pfaffenwinkel.

### Flächennutzung
Siedlungs- und Verkehrsflächen im Landkreis nehmen 11,1 % der Gesamtfläche ein. Die Agrarflächen haben an der Gesamtfläche des Landkreises einen Anteil von 80,8 %, davon entfallen auf Landwirtschaftsflächen 49,9 % und auf Waldflächen 28,7 %. Während der Norden des Landkreises relativ waldarm ist, weist der südliche Teil einen hohen Anteil an Waldflächen und große geschlossene Waldgebiete auf, wie etwa den Sachsenrieder Forst und den Forst Bayerdießen.

### Sprachgrenze
Durch den Landkreis läuft, im Wesentlichen entlang des Lechs, die bairisch-alemannische Sprachgrenze. Innerhalb weniger Kilometer sind oft deutliche Unterschiede im örtlichen Dialekt auszumachen.
Charakteristisch für den Landkreis ist der Lechrainer Dialekt.

### Nachbarkreise
Der Landkreis grenzt im Uhrzeigersinn im Norden beginnend an die Landkreise Aichach-Friedberg, Fürstenfeldbruck, Starnberg, Weilheim-Schongau, Ostallgäu und Augsburg.

## Geschichte

### Vor 1800
Erste gesicherte Siedlungsspuren ca. 4000–1800 v. Chr. gibt es südlich von Pestenacker. Zahlreiche Grabhügelfelder und keltische Viereckschanzen sind aus der Bronzezeit (etwa 1550–1250 v. Chr.) und vor allem aus der Hallstattzeit (700–450 v. Chr.) erhalten. Ab 15 v. Chr. gehörte das Gebiet zur römischen Provinz Rätien. Westlich des Lechs führte die Via Claudia von Augsburg nach Verona. Epfach (Abodiacum) war eine bedeutende provinzialrömische Kleinsiedlung.
Nach dem Ende der römischen Herrschaft erfolgte im 5./6. Jahrhundert die Landnahme durch Alemannen und Bajuwaren. Im Hochmittelalter wurde das Gebiet von den Grafen von Dießen-Andechs und den Welfen beherrscht, die im 13. Jahrhundert von den Wittelsbachern beerbt wurden. Sie gründeten das herzogliche Landgericht Landsberg, das weit über die Grenzen des heutigen Landkreises nach Nordosten (Moorenweis, Jesenwang) und Süden (Wessobrunn, Rottenbuch) ausgriff.
Der Landrichter von Landsberg übte in Vertretung des Landesherrn die Hochgerichtsbarkeit, in zahlreichen Orten auch die niedere Gerichtsbarkeit aus. Daneben entstanden innerhalb des Landgerichts über 30 Hofmarken, in denen Adelige oder Klöster die niedere Gerichtsbarkeit unterhielten. Die letzten dieser Patrimonialgerichte und Hofmarken werden erst 1848 aufgelöst.

### Landgerichte
1803 wurden die Landgerichte neu geordnet bzw. teilweise auch neu errichtet. Das bisherige herzogliche Landgericht Landsberg wurde umgewandelt in ein bayrisches Landgericht älterer Ordnung; seine Aufgaben und sein Territorium wurden neu umschrieben. Es umfasste danach die meisten Orte des heutigen Landkreises, doch wurden damals einige Orte im Süden des alten Landgerichts den Landgerichten Schongau und Weilheim zugeschlagen. Bei der Errichtung des Landgerichts Bruck (später Fürstenfeldbruck) 1823 musste das Landgericht Landsberg im Nordosten einige Gemeinden an das neue Landgericht abgeben.

### Bezirksamt
1862 wurde aus 18 Gemeinden des Landgerichts Landsberg ein neues Landgericht Dießen a.Ammersee errichtet. Dieses bildete zusammen mit dem Landgericht Landsberg das Bezirksamt Landsberg als Verwaltungsbehörde unter einem Kgl. Bezirksamtmann. Jedoch wurde 1879 das Landgericht Dießen bereits wieder aufgelöst. Auf die Bezirksstruktur hatte dies keine Auswirkungen.
Am 1. November 1874 wurden die Gemeinden Mundraching und Stadl vom Bezirksamt Schongau abgetrennt und dem Bezirksamt Landsberg zugeteilt.
Am 1. Juni 1877 schied die Stadt Landsberg am Lech aus dem Bezirksamt Landsberg am Lech aus und wurde eine kreisunmittelbare Stadt.
Am 1. April 1881 wurde die Gemeinde Raisting an das Bezirksamt Weilheim in Oberbayern abgetreten.
Am 1. Januar 1914 gab das Bezirksamt Landsberg am Lech die Gemeinde Unterbergen an das Bezirksamt Friedberg ab. Am 1. Januar 1915 folgte Schmiechen.

### Landkreis

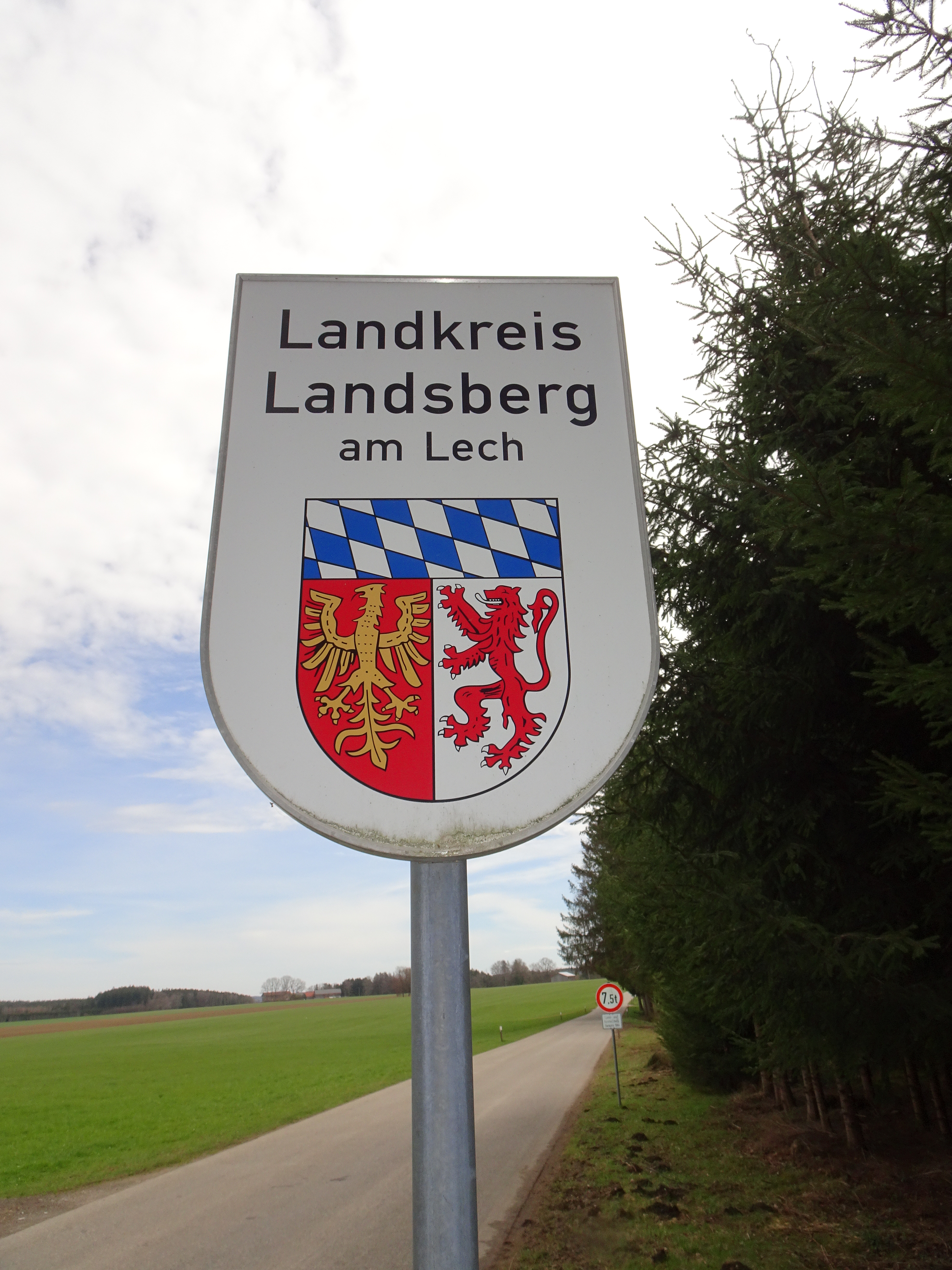
Landkreis Landsberg am Lech

Am 1. Januar 1939 wurde wie sonst überall im Deutschen Reich die Bezeichnung Landkreis eingeführt. So wurde aus dem Bezirksamt der Landkreis Landsberg am Lech. Der erste Landrat war Hermann Loew (bis 1942).
Am 1. April 1940 wurde die Stadt Landsberg am Lech wieder in den Landkreis eingegliedert, doch wurde dies am 1. April 1948 wieder rückgängig gemacht.
Im Zuge der Gebietsreform in Bayern wurde der Landkreis Landsberg am Lech am 1. Juli 1972 deutlich vergrößert. Neu zum Landkreis hinzu kamen
- die Stadt Landsberg am Lech, die für den Verlust der Kreisfreiheit den Status einer Großen Kreisstadt erhielt
- die Gemeinden Geltendorf und Hausen bei Geltendorf des Landkreises Fürstenfeldbruck
- aus dem Regierungsbezirk Schwaben die Gemeinden Asch, Denklingen, Dienhausen, Ellighofen, Leeder, Oberdießen, Seestall und Unterdießen des aufgelösten Landkreises Kaufbeuren sowie
- die Gemeinden Apfeldorf, Epfach, Kinsau und Reichling des aufgelösten Landkreises Schongau.[5]

2002 wurde die Schreibweise des Namens offiziell von „Landsberg a.Lech“ in „Landsberg am Lech“ geändert.

### Zeit des Nationalsozialismus
Zum Ende des Zweiten Weltkrieges wurden im Landkreis Landsberg zwölf Lager des KZ-Außenlagerkomplex Kaufering des Konzentrationslagers Dachau für Zwangsarbeiter der Rüstungsindustrie errichtet und betrieben. Reste der Lager werden in der Europäischen Holocaustgedenkstätte in Landsberg konserviert.

### Einwohnerentwicklung

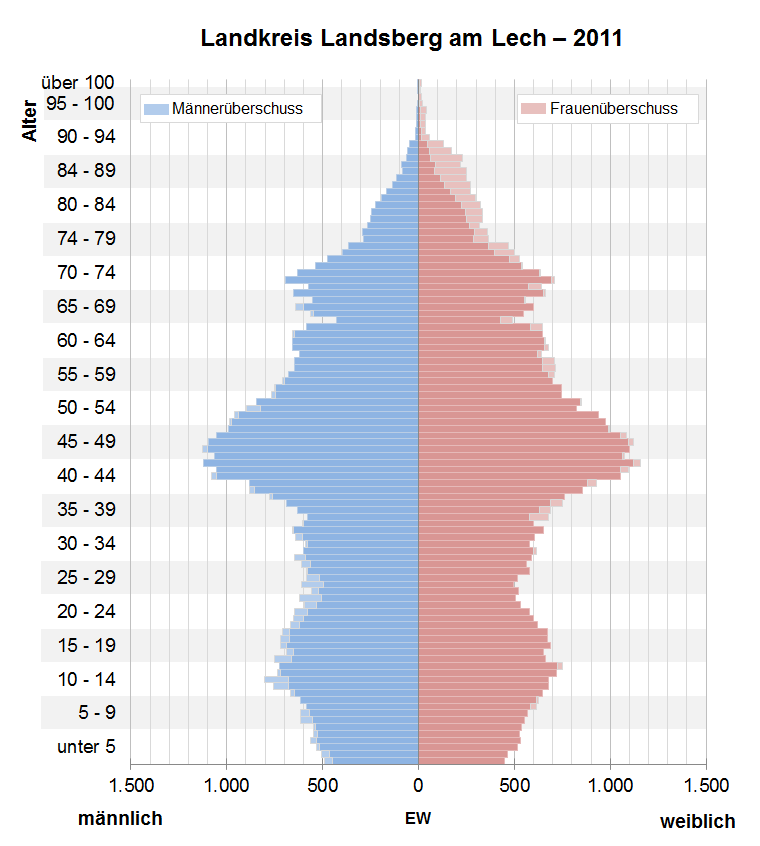
Bevölkerungspyramide für den Kreis Landsberg am Lech (Datenquelle: Zensus 2011.)

Der Landkreis Landsberg am Lech gewann von 1988 bis 2008 rund 28.000 Einwohner hinzu bzw. wuchs um ca. 33 % – eine der stärksten Bevölkerungszunahmen in Bayern im genannten Zeitraum. Zwischen 1988 und 2018 wuchs der Landkreis von 85.629 auf 120.071 um 34.442 Einwohner bzw. um 40,2 %.
Die nachfolgenden Einwohnerzahlen beziehen sich auf den Gebietsstand vom 25. Mai 1987:
| Jahr          | 1840   | 1871   | 1900   | 1925   | 1939   | 1950   | 1961   | 1970   | 1987   | 1991   | 1995   | 2000    | 2005    | 2010    | 2015    | 2020    |
| Einwohnerzahl | 28.571 | 32.287 | 36.358 | 42.788 | 45.528 | 67.220 | 64.276 | 70.313 | 83.612 | 92.623 | 99.557 | 105.939 | 112.080 | 114.626 | 117.657 | 121.019 |

## Baudenkmäler
Siehe Baudenkmäler im Landkreis Landsberg am Lech

## Politik

### Kreistag
Die Kreistagswahl 2020 führte zu folgenden Ergebnissen:
| Kreistagswahl 2020Wahlbeteiligung: 66,0 % (+8,2 %) %403020100 38,125,78,58,05,14,84,72,11,91,0n. k. CSUGrüneFWSPDÖDPUBVfBPFDPAfDPARTEILMkGewinne und Verlusteim Vergleich zu 2014 %p 10 8 6 4 2 0 −2 −4−2,6+8,3−2,3−2,9+0,6−0,1−1,1+0,6+1,9+1,0−3,5CSUGrüneFWSPDÖDPUBVBPFDPAfDPARTEILMAnmerkungen:f Unabhängige Bürgervereinigungk Landkreis Mitte | Sitzverteilung im Kreistag Landsberg am Lech seit 2020Insgesamt 60 Sitze - PARTEI: 1 - SPD: 5 - Grüne: 15 - ÖDP: 3 - UBV: 3 - FW: 5 - FDP: 1 - CSU: 23 - BP: 3 - AfD: 1 |

| Parteien und Wählergemeinschaften | Parteien und Wählergemeinschaften         | 2020   | 2020   | 2014   | 2014   | 2008   | 2008   | 2002   | 2002   | 1996   | 1996   |
| Parteien und Wählergemeinschaften | Parteien und Wählergemeinschaften         | %      | Sitze  | %      | Sitze  | %      | Sitze  | %      | Sitze  | %      | Sitze  |
| --------------------------------- | ----------------------------------------- | ------ | ------ | ------ | ------ | ------ | ------ | ------ | ------ | ------ | ------ |
| CSU                               | Christlich-Soziale Union in Bayern        | 38,1   | 23     | 40,7   | 24     | 43,5   | 27     | 48,0   | 30     | 47,1   | 29     |
| Grüne                             | Grüne Bayern                              | 25,6   | 15     | 0–     | 0–     | 0–     | 0–     | 0–     | 0–     | 0–     | 0–     |
| FW                                | Freie Wähler Bayern                       | 8,5    | 05     | 10,8   | 06     | 9,7    | 06     | 8,8    | 05     | 9,5    | 05     |
| SPD                               | SPD Bayern                                | 8,0    | 05     | 10,9   | 07     | 13,8   | 08     | 17,9   | 11     | 16,0   | 10     |
| ÖDP                               | Ökologisch–Demokratische Partei           | 5,1    | 03     | 4,5    | 03     | 3,0    | 02     | 2,9    | 02     | 3,5    | 02     |
| UBV                               | Unabhängige Bürgervereinigung             | 4,8    | 03     | 4,9    | 03     | 7,3    | 04     | 6,4    | 04     | 0–     | 0–     |
| BP                                | Bayernpartei                              | 4,7    | 03     | 5,8    | 04     | 5,7    | 03     | 4,7    | 02     | 4,6    | 02     |
| FDP                               | FDP Bayern                                | 2,1    | 01     | 1,5    | 01     | 3,5    | 02     | 1,8    | 01     | 1,8    | 01     |
| AfD                               | AfD Bayern                                | 1,9    | 01     | 0–     | 0–     | 0–     | 0–     | 0–     | 0–     | 0–     | 0–     |
| PARTEI                            | Die PARTEI                                | 1,0    | 01     | 0–     | 0–     | 0–     | 0–     | 0–     | 0–     | 0–     | 0–     |
| Grüne/AL                          | Grüne Bayern/Alternative Liste            | 0–     | 0–     | 17,4   | 10     | 13,5   | 08     | 8,4    | 05     | 9,3    | 06     |
| LM                                | Landkreis Mitte                           | 0–     | 0–     | 3,5    | 02     | 0–     | 0–     | 0–     | 0–     | 0–     | 0–     |
| UBV/Pf                            | Unabhängige Bürgervereinigung/Parteifreie | 0–     | 0–     | 0–     | 0–     | 0–     | 0–     | 0–     | 0–     | 8,2    | 05     |
| gesamt                            | gesamt                                    | 99,8   | 60     | 100,0  | 60     | 100,0  | 60     | 99,9   | 60     | 100,0  | 60     |
| Wahlbeteiligung                   | Wahlbeteiligung                           | 66,0 % | 66,0 % | 57,8 % | 57,8 % | 60,6 % | 60,6 % | 63,9 % | 63,9 % | 66,5 % | 66,5 % |

### Bezirksamtmänner und Landräte
| Amtszeit  | Amtsinhaber            | Bemerkung        |
| --------- | ---------------------- | ---------------- |
| 1884–1900 | Johann Nepomuk Streibl |                  |
| 1906–1932 | August Adam            |                  |
| 1932–1942 | Hermann Loew           |                  |
| 1942/43   | Ludwig Thoma           | vertretungsweise |
| 1943–1945 | Edgar Emmert           | kommissarisch    |

…
| Amtszeit  | Amtsinhaber          | Partei |
| --------- | -------------------- | ------ |
| 1945–1958 | Otto Gerbl           | CSU    |
| 1958–1984 | Bernhard Müller-Hahl | CSU    |
| 1984–2002 | Erwin Filser         | CSU    |
| 2002–2014 | Walter Eichner       | CSU    |
| seit 2014 | Thomas Eichinger     | CSU    |

Als stellvertretende Landräte amtieren seit 2002 Peter Ditsch (CSU) und seit 2014 Ulla Kurz (SPD).

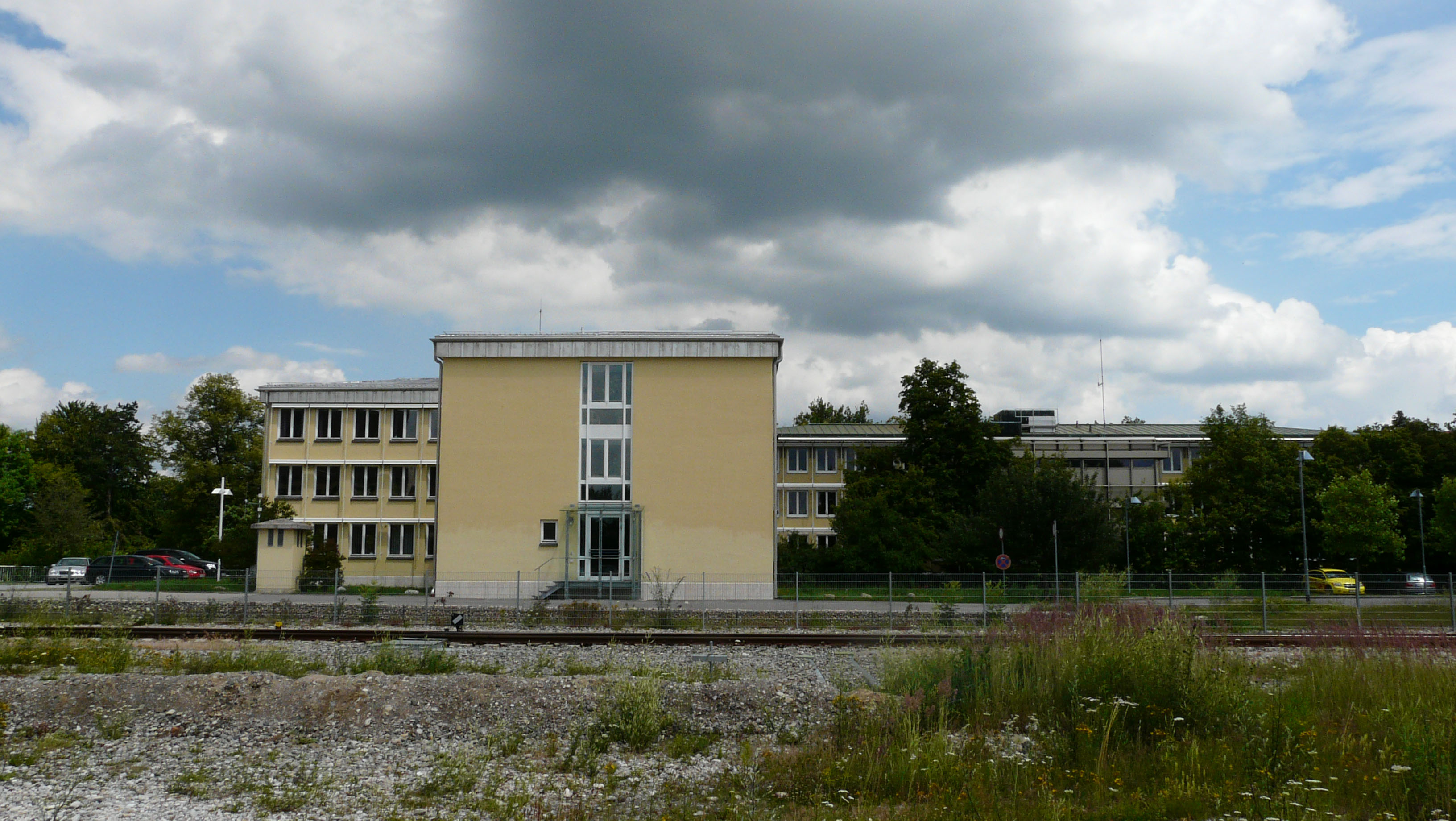
Landratsamt Landsberg am Lech

### Wappen
|                                                              | Blasonierung: „Unter einem von Weiß und Blau gerauteten Schildhaupt, gespalten von Rot und Silber, vorne ein goldener Adler, hinten ein aufsteigender roter Löwe.“ |
| Siehe auch : Liste der Wappen im Landkreis Landsberg am Lech | |

## Wirtschaft und Infrastruktur
Im Zukunftsatlas 2019 belegte der Landkreis Landsberg am Lech Platz 44 von 402 Landkreisen, Kommunalverbänden und kreisfreien Städten in Deutschland und zählt damit zu den Orten mit „hohen Zukunftschancen“.
Neben der Landwirtschaft ist das Handwerk ein wichtiger Faktor der gewerblichen Wirtschaft. Betriebe mit überregionaler Bedeutung sind im Landkreis Landsberg ebenfalls ansässig, so zum Beispiel die Firma Hilti in Kaufering, die Firma Hirschvogel in Denklingen, die Rational AG (Heißluftgeräte), die Pannenhilfezentrale Süddeutschland und das Technikzentrum des ADAC in Landsberg am Lech, die VEIT GmbH (Weltweit führender Hersteller von Bügeltechnik) sowie Webasto in Utting am Ammersee und Landsberg am Lech oder Klausner Holz Bayern.
Die Luftwaffe der Bundeswehr unterhielt bis September 2017 in Penzing einen Fliegerhorst und in Landsberg die Welfen-Kaserne.
Im Dezember 2019 lag die Arbeitslosenquote im Landkreis Landsberg am Lech bei 2 %.

### Verkehr
Die beiden Knotenpunkte des Eisenbahnnetzes in diesem Kreis – der Bahnhof Kaufering und der Bahnhof Geltendorf – liegen an der 1872/73 durch die Königlich Bayerischen Staatseisenbahnen eröffneten Bahnstrecke München–Buchloe, auf der auch die Fernzüge in die Schweiz verkehren.
Von Kaufering führte schon 1872 eine Bahnstrecke nach Landsberg, die 1886 als Lokalbahn Landsberg–Schongau lechaufwärts bis Schongau weitergebaut wurde. Nach Norden entstand bereits 1877 die Bahnstrecke Bobingen–Kaufering als Verbindung Richtung Augsburg.
In Geltendorf kreuzt seit 1898 die Bahnstrecke Mering–Weilheim (Ammerseebahn) mit der Ost-West-Strecke München–Buchloe.
Von 1907 bis 1929 führte die erste Zahnradbahn Bayerns, die Kinsauer Zahnradbahn, als Werksbahn vom Bahnhof Kinsau an der Strecke Landsberg–Schongau zur am Lech gelegenen Holzstofffabrik.
Von den 90 Streckenkilometern, die das Netz umfasst, wurde auf 23 km der Strecke Landsberg–Schongau der reguläre Personenverkehr eingestellt; den Güterverkehr auf dieser Strecke bedient DB Cargo.
Seit Mai 2024 hält zudem der DAV BergBus (Linie 996) Richtung Wieskirche am Bahnhof in Landsberg am Lech. Die Buslinie wird nur während der Sommersaison am Wochenende bedient.
Die in Ost-West-Richtung verlaufende Bundesautobahn 96 verbindet den Bodensee mit München. Die B 17 (teilweise als Romantische Straße) führt von Augsburg in den Raum Füssen und Tirol.

## Sport
2021 hatte sich der Kreis als Host Town für die Gestaltung eines viertägigen Programms für eine internationale Delegation der Special Olympics World Summer Games 2023 in Berlin beworben. 2022 war er als Gastgeber für Special Olympics Bolivien ausgewählt worden. Damit wurde er Teil des größten kommunalen Inklusionsprojekts in der Geschichte der Bundesrepublik mit mehr als 200 Host Towns.

## Gemeinden
(Einwohner am 31. Dezember 2024)
| Stadt 1. Landsberg am Lech, Große Kreisstadt (29.257) Märkte 1. Dießen am Ammersee (10.673) 2. Kaufering (9957) Weitere Gemeinden 1. Apfeldorf (1208) 2. Denklingen (2881) 3. Eching am Ammersee (1620) 4. Egling an der Paar (2444) 5. Eresing (2066) 6. Finning (1920) 7. Fuchstal (4151) 8. Geltendorf (5817) 9. Greifenberg (2187) 10. Hofstetten (1850) 11. Hurlach (1947) 12. Igling (2531) 13. Kinsau (1055) 14. Obermeitingen (1756) 15. Penzing (4321) 16. Prittriching (2630) 17. Pürgen (3659) 18. Reichling (1753) 19. Rott (1746) 20. Scheuring (2000) 21. Schondorf am Ammersee (3776) 22. Schwifting (1039) 23. Thaining (1098) 24. Unterdießen (1522) 25. Utting am Ammersee (4616) 26. Vilgertshofen (2788) 27. Weil (4022) 28. Windach (3817) Gemeindefreies Gebiet 1. Ammersee (47,42 km²) | Verwaltungsgemeinschaften 1. Fuchstal (Gemeinden Fuchstal und Unterdießen) 2. Igling (Gemeinden Hurlach, Igling und Obermeitingen) 3. Prittriching (Gemeinden Prittriching und Scheuring) 4. Pürgen (Gemeinden Hofstetten, Pürgen und Schwifting) 5. Reichling (Gemeinden Apfeldorf, Kinsau, Reichling, Rott, Thaining und Vilgertshofen) 6. Schondorf am Ammersee (Gemeinden Eching am Ammersee, Greifenberg und Schondorf am Ammersee) 7. Windach (Gemeinden Eresing, Finning und Windach) |

## Gemeinden vor der Gebietsreform 1971/78

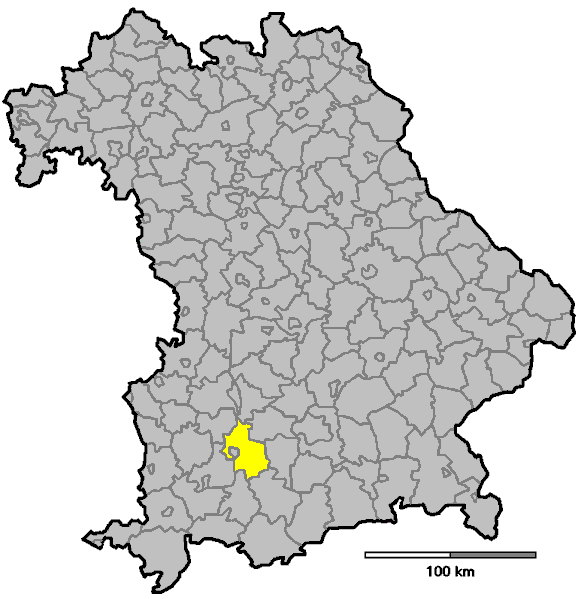
Lage in Bayern vor der Gebietsreform 1971/78

Bis zur Gebietsreform 1971/78 hatte der Landkreis Landsberg am Lech 59 Gemeinden (siehe Liste unten). Die Stadt Landsberg am Lech selbst war eine kreisfreie Stadt.
Im Westen grenzte der Landkreis an den Landkreis Kaufbeuren, im Nordwesten an den Landkreis Schwabmünchen, im Norden an den Landkreis Friedberg, im Nordosten an den Landkreis Fürstenfeldbruck, im Osten an den Landkreis Starnberg, im Südosten an den Landkreis Weilheim in Oberbayern und im Süden an den Landkreis Schongau. Die kreisfreie Stadt Landsberg am Lech wurde fast vollständig vom Landkreis umschlossen.
Letzte Änderungen vor der Gebietsreform 1971/78 waren am 1. April 1939 der Zusammenschluss der Gemeinden Oberwindach und Unterwindach zur Gemeinde Windach und die Eingliederung der Gemeinde Sankt Georgen in den Markt Dießen a.Ammersee.
In der Tabelle werden die Gemeinden des Landkreises Landsberg am Lech vor der Gemeindegebietsreform 1971/78 dargestellt. Die Gemeinden, die heute noch existieren, werden fett dargestellt.

Landkreis Landsberg am Lech, Gemeindegrenzenkarte von 1961

| frühere Gemeinde          | heutige Gemeinde     |
| ------------------------- | -------------------- |
| Beuerbach                 | Weil                 |
| Beuern                    | Greifenberg          |
| Dettenhofen               | Dießen a.Ammersee    |
| Dettenschwang             | Dießen a.Ammersee    |
| Dießen a.Ammersee (Markt) | Dießen a.Ammersee    |
| Eching a.Ammersee         | Eching a.Ammersee    |
| Egling a.d.Paar           | Egling a.d.Paar      |
| Entraching                | Finning              |
| Epfenhausen               | Penzing              |
| Eresing                   | Eresing              |
| Erpfting                  | Landsberg am Lech    |
| Geretshausen              | Weil                 |
| Greifenberg               | Greifenberg          |
| Hagenheim                 | Hofstetten           |
| Hechenwang                | Windach              |
| Heinrichshofen            | Egling a.d.Paar      |
| Hofstetten                | Hofstetten           |
| Holzhausen bei Buchloe    | Igling               |
| Hurlach                   | Hurlach              |
| Issing                    | Vilgertshofen        |
| Kaltenberg                | Geltendorf           |
| Kaufering                 | Kaufering            |
| Lengenfeld                | Pürgen               |
| Ludenhausen               | Reichling            |
| Mundraching               | Vilgertshofen        |
| Oberbergen                | Penzing              |
| Oberfinning               | Finning              |
| Oberigling                | Igling               |
| Obermeitingen             | Obermeitingen        |
| Obermühlhausen            | Dießen a.Ammersee    |
| Oberschondorf             | Schondorf a.Ammersee |
| Penzing                   | Penzing              |
| Pestenacker               | Weil                 |
| Petzenhausen              | Weil                 |
| Pflugdorf                 | Vilgertshofen        |
| Pitzling                  | Landsberg am Lech    |
| Prittriching              | Prittriching         |
| Pürgen                    | Pürgen               |
| Ramsach                   | Penzing              |
| Reisch                    | Landsberg am Lech    |
| Rieden am Ammersee        | Dießen a.Ammersee    |
| Rott                      | Rott                 |
| Scheuring                 | Scheuring            |
| Schöffelding              | Windach              |
| Schwabhausen b.Landsberg  | Weil                 |
| Schwifting                | Schwifting           |
| Stadl                     | Vilgertshofen        |
| Stoffen                   | Pürgen               |
| Thaining                  | Thaining             |
| Ummendorf                 | Pürgen               |
| Unterfinning              | Finning              |
| Unterigling               | Igling               |
| Untermühlhausen           | Penzing              |
| Unterschondorf            | Schondorf a.Ammersee |
| Utting a.Ammersee         | Utting a.Ammersee    |
| Walleshausen              | Geltendorf           |
| Weil                      | Weil                 |
| Windach                   | Windach              |
| Winkl                     | Prittriching         |

## Schutzgebiete
Im Landkreis gibt es 8 Naturschutzgebiete, 13 Landschaftsschutzgebiete, elf FFH-Gebiete und mindestens 17 vom Bayerischen Landesamt für Umwelt ausgewiesene Geotope (Stand April 2016).

## Kfz-Kennzeichen
Am 1. Juli 1956 wurde dem Landkreis bei der Einführung der bis heute gültigen Kfz-Kennzeichen das Unterscheidungszeichen LL zugewiesen. Es wird durchgängig bis heute ausgegeben.